# حبانیه
حبانیه (به عربی: الحبانية) یک منطقه مسکونی در عراق است که در استان انبار واقع شده‌است.

## اقلیم
| داده‌های اقلیم حبانیه    | داده‌های اقلیم حبانیه | داده‌های اقلیم حبانیه | داده‌های اقلیم حبانیه | داده‌های اقلیم حبانیه | داده‌های اقلیم حبانیه | داده‌های اقلیم حبانیه | داده‌های اقلیم حبانیه | داده‌های اقلیم حبانیه | داده‌های اقلیم حبانیه | داده‌های اقلیم حبانیه | داده‌های اقلیم حبانیه | داده‌های اقلیم حبانیه | داده‌های اقلیم حبانیه |
| ماه                     | ژانویه               | فوریه                | مارس                 | آوریل                | مه                   | ژوئن                 | ژوئیه                | اوت                  | سپتامبر              | اکتبر                | نوامبر               | دسامبر               | سال                  |
| ----------------------- | -------------------- | -------------------- | -------------------- | -------------------- | -------------------- | -------------------- | -------------------- | -------------------- | -------------------- | -------------------- | -------------------- | -------------------- | -------------------- |
| میانگین بیش‌ترین °C (°F) | ۱۶ (۶۰)              | ۱۸ (۶۵)              | ۲۳ (۷۳)              | ۳۰ (۸۶)              | ۳۷ (۹۸)              | ۴۱ (۱۰۶)             | ۴۴ (۱۱۱)             | ۴۴ (۱۱۱)             | ۴۱ (۱۰۵)             | ۳۳ (۹۲)              | ۲۴ (۷۶)              | ۱۷ (۶۳)              | ۳۰٫۷ (۸۷٫۲)          |
| میانگین کم‌ترین °C (°F)  | ۴ (۳۹)               | ۶ (۴۲)               | ۹ (۴۸)               | ۱۴ (۵۸)              | ۲۰ (۶۸)              | ۲۳ (۷۳)              | ۲۶ (۷۸)              | ۲۵ (۷۷)              | ۲۱ (۷۰)              | ۱۶ (۶۰)              | ۱۱ (۵۱)              | ۶ (۴۲)               | ۱۵٫۱ (۵۸٫۸)          |
| بارندگی میلی‌متر (اینچ)  | ۲۰ (۰٫۸)             | ۲۰ (۰٫۸)             | ۳۰ (۱٫۱)             | ۱۰ (۰٫۴)             | ۰ (۰٫۱)              | ۰ (۰)                | ۰ (۰)                | ۰ (۰)                | ۰ (۰)                | ۰ (۰٫۱)              | ۲۰ (۰٫۸)             | ۲۰ (۰٫۸)             | ۱۲۰ (۴٫۹)            |
| منبع: Weatherbase       |                      |                      |                      |                      |                      |                      |                      |                      |                      |                      |                      |                      |                      |